# Neera Tanden
Neera Tanden (Bedford, 10 de septiembre de 1970) es una funcionaria de gobierno y consultora política estadounidense. Es la presidenta del Centro para el Progreso Estadounidense, donde se ha desempeñado en diferentes cargos desde 2003.
Tanden ha trabajado en varias campañas presidenciales demócratas, incluidas las de Michael Dukakis en 1988, Bill Clinton en 1992 y Barack Obama en 2008. Tanden asesoró la exitosa campaña primaria de 2016 de Hillary Clinton y la fracasada campaña de las elecciones presidenciales de 2016. También fue miembro del personal de alto nivel en la infructuosa campaña de Clinton para la nominación demócrata de 2008. Durante la administración Obama, Tanden ayudó a redactar la Ley del Cuidado de Salud a Bajo Precio.
El 30 de noviembre de 2020, el presidente electo Joe Biden anunció que nominaría a Tanden como la próxima directora de la Oficina de Administración y Presupuesto, sujeta a la aprobación del Senado, sin embargo, en marzo de 2021, retiró la nominación.